# Store Norske Spitsbergen Kulkompani A/S

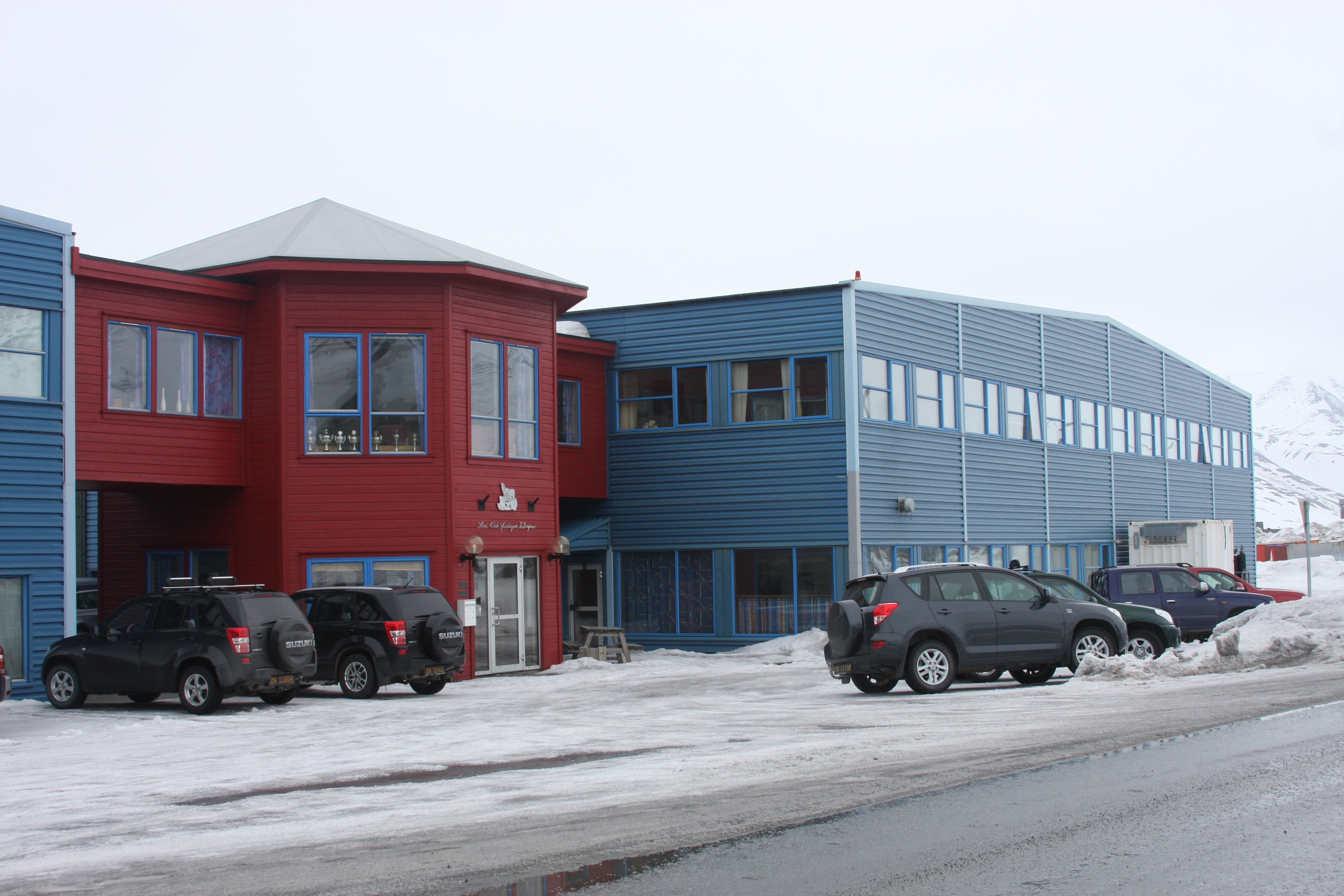
Store Norskes huvudkontor i Longyearbyen, Vei 610–2

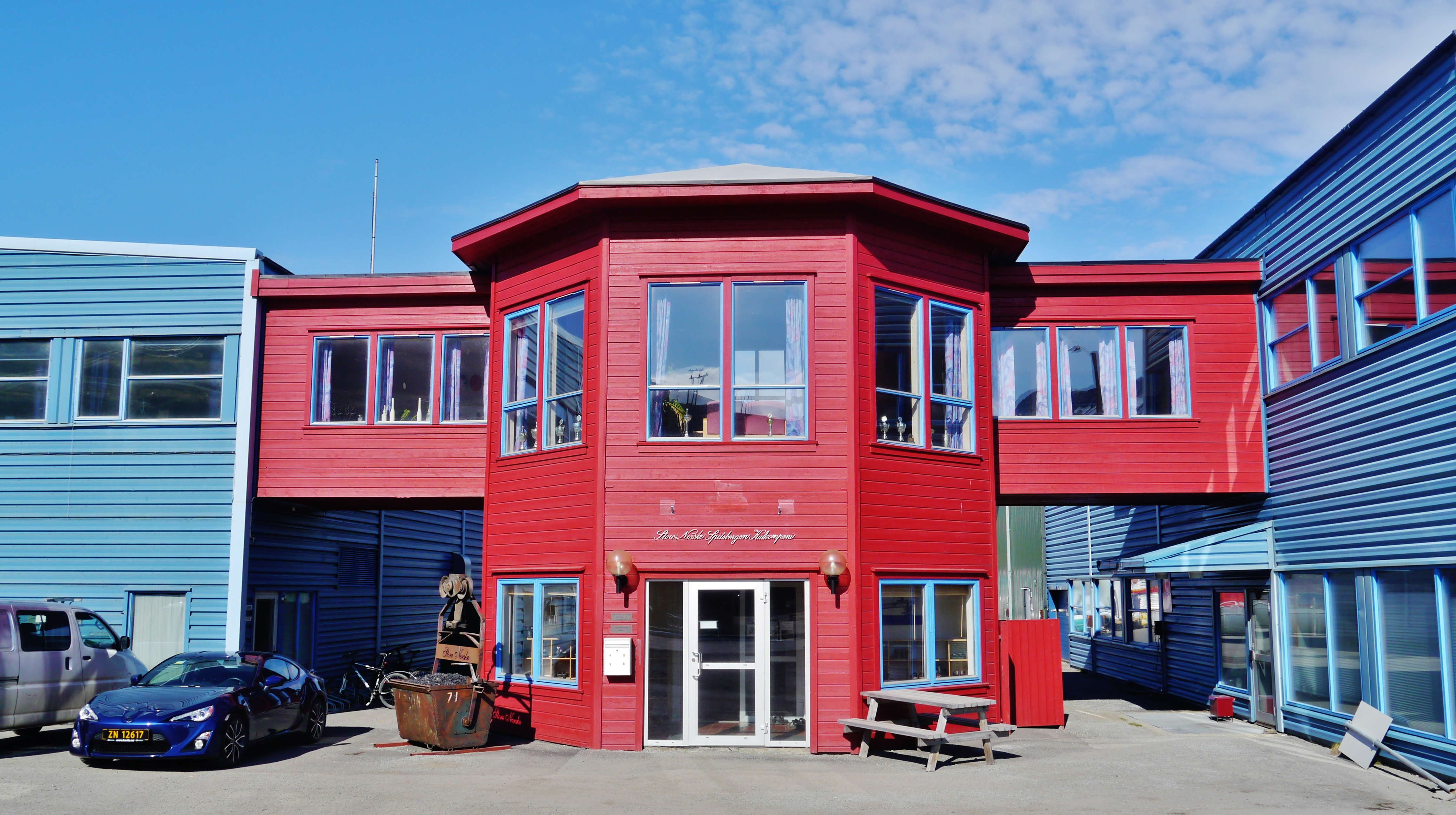
Entrén

Store Norske Spitsbergen Kulkompani A/S (Store Norske) är ett norskt statligt ägt företag, som bryter kol i Longyearbyen i Svalbard.
Store Norske Spitsbergen Kulkompani A/S grundades 1916, efter det att Norge köpt det amerikanska gruvföretaget Arctic Coal Company, med kolutvinning i Longyearbyen.
Store Norske har under en period främst bedrivit verksamhet i Sveagruvan, men också i någon omfattning i Gruve 7 i närheten av Longyearbyen.
Totalt har Store Norske 2017 omkring 230 anställda. År 2022 bryts kol enbart i Gruve 7 och bolaget har beslutat att fortsätta brytningen till sommaren 2025.
Store Norske har sitt huvudkontor i Sjøområdet i Longyearbyen.

## Situation hösten 2017
Norges handels- och industridepartement beslöt, som ägare av kolbolaget, i oktober 2017 att Sveagruvans kolgruva i Lunckefjellet, som öppnades 2014 och sedan drivits endast på en stand by-nivå, inte ska sättas i reguljär produktion. Gruvdriften i Sveagruva bedöms därmed fasas ut under de närmaste åren och gruvområdet saneras. Därmed återstår begränsad drift av Gruve 7 i närheten av Longyearbyen som den 2022 enda återstående norska kolgruveutvinningen på Svalbard. Gruve 7 har en omkring 1,5 meter hög flöts och producerar 50 000 ton kol per år, varav 30 000 ton tidigare gick till Longyear Energiverk i Longyearbyen.